# Casa mia (Nuova Equipe 84)
Casa mia è il quinto album in studio del gruppo musicale italiano Equipe 84, pubblicato nel 1971.

## Storia
Il disco venne pubblicato a nome "Nuova Equipe 84" in quanto, l'anno precedente, il batterista del gruppo Alfio Cantarella era stato trovato in possesso di qualche grammo di hashish ed era stato arrestato: la Rai decise quindi di escludere il gruppo dai suoi programmi. La Ricordi riuscì a ottenere un accordo per cui Alfio non sarebbe apparso in televisione, e il gruppo avrebbe cambiato nome e così il 45 giri con la sigla del programma Il sapone, la pistola, la chitarra e altre meraviglie venne inciso con Mike Shepstone dei Rokes alla batteria. Seguì lo stesso anno anche un album, ID, dopo il quale Vandelli decise di darsi alla carriera solista, pubblicando l'album L'altra faccia di Maurizio Vandelli, per poi tornare nel gruppo con Sogliani e proseguire con il nome "Nuova Equipe 84".
Con Franz Di Cioccio alla batteria e Dario Baldan Bembo alle tastiere, al Festival di Sanremo 1971 la nuova formazione si classificò terza in coppia con Lucio Dalla cantando la sua canzone 4 marzo 1943, subito dopo venne pubblicato l'album Casa mia, con la canzone omonima che quello stesso anno partecipò ad Un disco per l'estate e riscosse un buon successo.
L'album, in realtà, raccoglieva i due brani incisi con Mike Shepstone, una canzone con Alfio Cantarella (Cominciava così, rétro di Tutta mia la città, del 1969), tutti brani quindi antecedenti all'LP ID, le canzoni pubblicate su 45 giri con la nuova formazione, e alcuni inediti.
Il brano strumentale Buffa era dedicato a quella che all'epoca era la moglie di Vandelli, cioè Patrizia Buffa, Quel giorno, aveva un testo sulla prostituzione scritto da Paola Pallottino, che il gruppo conobbe grazie a Dalla, Devo andare era scritto da Mario Totaro, tastierista dei Dik Dik, e cantato da Sogliani, Nessuno era cantata da Franz Di Cioccio; Paranoia è una canzone che musicalmente strizza l'occhio al rock d'oltreoceano, staccandosi dallo stile classico dell'Equipe.
L'orchestra è arrangiata da Natale Massara, mentre la produzione è curata dallo stesso Vandelli, la copertina è invece opera di Caesar Monti, pseudonimo di Cesare Montalbetti (fratello di Pietruccio dei Dik Dik), e raffigura una fotografia in bianco e nero con quattro finestre, a ognuna delle quali si affaccia un membro dell'Equipe.
Il disco, molto lungo per gli standard dell'epoca, è stato ristampato in CD nel 2001 senza alcuna "bonus track".

## Tracce
Lato A
1. Casa mia (Canzone partecipante al concorso: Un disco per l'estate 1971) – 3:52 (Testo di Luigi Albertelli; musica di Roberto Soffici)
2. Devo andare – 4:23 (Testo di Maurizio Vandelli; musica di Maurizio Vandelli e Mario Totaro)
3. Cominciava così – 3:50 (Testo di Maurizio Vandelli; musica di Maurizio Vandelli e Detto Mariano)
4. 4 marzo 1943 – 3:33 (Testo di Paola Pallottino; musica di Lucio Dalla)
5. Il sapone, la pistola, la chitarra e altre meraviglie (Sigla dell'omonima trasmissione televisiva) – 4:12 (Testo di Vito Pallavicini; musica di Paolo Conte)
6. Buffa – 4:18 (Musica di Maurizio Vandelli)

Lato B
1. Paranoia – 6:52 (Testo e musica di Maurizio Vandelli)
2. Io ero là – 4:53 (Testo e musica di Maurizio Vandelli)
3. Quel giorno (Sigla dell'omonima rubrica televisiva) – 4:19 (Testo di Paola Pallottino; musica di Remigio Ducros, Massimo Catalano e Daniela Casa)
4. Nessuno – 2:55 (Testo di Maurizio Vandelli; musica di Dario Baldan Bembo)
5. 2000 Km – 3:43 (Testo e musica di Maurizio Vandelli; musica di Dario Baldan Bembo)
6. Diciamolo ancora – 5:08 (Testo e musica di Maurizio Vandelli)

## Formazione
- Maurizio Vandelli - voce, chitarra
- Victor Sogliani - voce, chitarra, basso
- Dario Baldan Bembo - tastiere, cori
- Franz Di Cioccio - batteria (tranne in Devo andare, Cominciava così, Il sapone, la pistola, la chitarra e altre meraviglie); voce (in Nessuno)
- Mike Shepstone - batteria (in Devo andare, Il sapone, la pistola, la chitarra e altre meraviglie)
- Alfio Cantarella - batteria (in Cominciava così)